# Villalar de los Comuneros
Villalar de los Comuneros – gmina w Hiszpanii, w prowincji Valladolid, w Kastylii i León, o powierzchni 42,74 km². W 2011 roku gmina liczyła 468 mieszkańców.